# Alison Scott
Alison Scott (8 febbraio 1968) è un'ex tennista australiana.

## Carriera
In carriera ha raggiunto nel doppio la 93ª posizione della classifica WTA, mentre nel singolare ha raggiunto il 178º posto. Nei tornei del Grande Slam ha ottenuto il suo miglior risultato raggiungendo i quarti di finale di doppio agli Australian Open nel 1988, in coppia con la svedese Maria Lindström.